# Successi di Orietta Berti
Successi di Orietta Berti è una compilation di Orietta Berti pubblicata in Italia nel 1969.

## Descrizione
I brani sono tratti dai singoli
- Quando l'amore diventa poesia/Agli occhi miei non crederò (1969)
- Tu sei quello/Se per caso (1965)
- Se m'innamoro di un ragazzo come te/Dove, quando (1968)
- Non illuderti mai/Amore per la vita (1968)
- Io, tu e le rose/Quando nella notte (1967)
- Voglio dirti grazie/Le ragazze semplici (1965)

e dagli album Orietta Berti (1967) e Dolcemente (1968).

## Tracce
Lato A
1. Quando l'amore diventa poesia – 2:45 (Mogol, Piero Soffici)
2. Tu sei quello – 2:05 (Alberto Anelli e Luciano Beretta)
3. Dove, quando – 3:10 (Aldo Cazzulani)
4. Amore per la vita – 2:43 (Riccardo Vantellini, Sergio Paolini e Stelio Silvestri)
5. Non illuderti mai – 2:27 (Daniele Pace, Mario Panzeri e Lorenzo Pilat)
6. Io, tu e le rose – 3:00 (Luigi Barazzetti, Daniele Pace e Mario Panzeri)

Durata totale: 16:10
Lato B
1. Se mi innamoro di un ragazzo come te – 2:23 (Daniele Pace)
2. L'amore è blu – 3:12 (André Popp e Luciano Beretta)
3. Agli occhi miei non crederò – 2:18 (Aldo Cazzulani, Gino Ingrosso e Piero Soffici)
4. Non è più casa mia – 2:31 (Bernard Kesslair e Herbert Pagani)
5. Volano le rondini – 3:02 (Daniele Pace, Lorenzo Pilat e Mario Panzeri)
6. Voglio dirti grazie – 3:10 (Alberto Anelli, Luciano Beretta e Michele del Prete)

Durata totale: 16:36